# Mégantic (Bas-Canada)
Pour les articles homonymes, voir Mégantic.
Mégantic est un district électoral de la Chambre d'assemblée du Bas-Canada ayant existé de 1832 à 1838.

## Histoire
Le district est créé en 1832. Il est suspendu de 1838 à 1841 en raison de la Rébellion des Patriotes.

## Liste des députés
| Années | Années      | Député               | Parti       |
| ------ | ----------- | -------------------- | ----------- |
|        | 1832 - 1834 | Anthony Anderson     | Bureaucrate |
|        | 1834 - 1838 | John Greaves Clapham | Bureaucrate |